# Выборнов, Юрий Викторович
Ю́рий Ви́кторович Вы́борнов (26 марта 1946, Одесса — 27 марта 2017, Москва) — советский и российский журналист-международник, спортивный комментатор.

## Биография
Окончил Московский государственный педагогический институт иностранных языков имени Мориса Тореза (ныне — Московский государственный лингвистический университет).
На телевидении работал с 1974 года. С 1984 по 1991 год был собственным корреспондентом советского Центрального телевидения в Италии. В 1987 году взял в Неаполе эксклюзивное интервью у Диего Армандо Марадоны, что было редкостью для того времени. По центральному ТВ была показана всего лишь малая часть разговора — весь материал вошёл в книгу «Марадона, Марадона…» из серии «Звёзды зарубежного спорта», которую Выборнов написал в паре с Игорем Горанским.
Комментировал чемпионат мира по футболу 1990 в Италии. Отличался ироничным, живым, нештампованным языком — очень необычным для прессы тех лет.
В 1990-е годы работал собственным корреспондентом ОРТ в Австрии. В самом начале 2000-х годов Выборнов работал политическим обозревателем и международным разъездным корреспондентом ОРТ, а с 2002 по 2005 год был корреспондентом «Первого канала» в Израиле. Был в числе журналистов телеканала, освещавших ход Иракской войны в марте 2003 года, работал в Израиле. Готовил репортажи для телевизионных передач «Международная панорама», «Новости», «Времена» и «Время». Последний раз появился в эфире на канале в качестве корреспондента 14 марта 2005 года.
В последние годы жизни работал редактором-консультантом Службы эфира Дирекции информационных программ ОАО «Первый канал», был задействован в отдельных проектах на телеканале «Россия». Работал с фильмами проекта «Моя Россия» о культурных достопримечательностях страны, который реализовывало агентство «ИТА Новости». Последний проект Выборнова на телевидении вышел в 2013 году на КХЛ-ТВ — это был цикл передач «Территория КХЛ. Страны». Он был посвящён истории хоккея в странах Континентальной хоккейной лиги.
Российский спортивный журналист Валерий Винокуров так вспоминал о Юрии Выборнове:

Он любил футбол и писал о нем. Он работал в Италии, я с ним пересекался и сотрудничал. Он писал о Марадоне, и не так, как сейчас, когда сведения берут из интернета. Он был с ним знаком, беседовал часто. Книжка, которую мы издали, была уникальной...
Владимир Кара-Мурза-старший:

Ему нет равных, он был профессионалом с большой буквы. Работал в Италии, Израиле – как корреспондент ЦТ, «Первого», ВГТРК. Даже будучи на госканалах, умудрился остаться честным человеком. Значит, можно, если есть стержень.
Скончался 27 марта 2017 года после продолжительной болезни. Похоронен 1 апреля на Троекуровском кладбище.

## Награды и звания
- Медаль ордена «За заслуги перед Отечеством» II степени (27 ноября 2006 года) — «за большой вклад в развитие отечественного телерадиовещания и многолетнюю плодотворную деятельность»[23].

## Личная жизнь
Являлся болельщиком футбольного клуба «Динамо» (Москва). Был женат. Жена — филолог Елена Смирнова, сын — известный спортивный журналист Константин Выборнов (р. 1973).